# Torres de Berrellén
Torres de Berrellén község Spanyolországban,  Zaragoza tartományban. Torres de Berrellén La Joyosa, Alagón, Cabañas de Ebro, Alcalá de Ebro, Remolinos, Pradilla de Ebro, Tauste és Zaragoza községekkel határos. Lakosainak száma 1506 fő (2024).

## Népesség
A település népessége az utóbbi években az alábbiak szerint változott:
| Lakosok száma | 1418 | 1450 | 1440 | 1523 | 1521 | 1492 | 1469 | 1446 | 1476 | 1506 |
|               | 2001 | 2004 | 2007 | 2009 | 2012 | 2014 | 2017 | 2019 | 2022 | 2024 |